# Ammophila hermosa
Ammophila hermosa är en biart som beskrevs av Menke 1966. Ammophila hermosa ingår i släktet Ammophila och familjen grävsteklar. Inga underarter finns listade i Catalogue of Life.